# Жестовый язык Адаморобе
Адаморобе (Adamorobe Sign Language, AdaSL) — деревенский жестовый язык, распространённый в деревне Адаморобе Восточной области в Гане. Самоназвание языка mumu kasa дословно означает «язык глухих». Всего его используют около 30 глухих и 1370 слышащих человек. Справочник Ethnologue сообщает в общей сложности о 3400 носителях этого языка, включая слышащих, но последняя перепись упоминает о 1400 человек.
Особенность населения Адаморобе — необычно высокий процент жителей с наследственной аутосомно-рецессивная глухотой, связанной с мутацией гена GJB2, кодирующего белок коннексин 26. В 1961 году нарушения слуха имелись у 11% жителей: неслышащими были около 40 человек из 405. Со временем численность лишённых слуха людей почти не менялась, сохраняясь в пределах 34-45 человек. Население деревни, однако, росло, в 2012 году в ней проживало около 3500 человек. Таким образом, процент неслышащих упал до 1,1%. На снижение процента людей с нарушениями слуха повлиял введённый в 1975 году запрет на браки между неслышащими людьми, а также прирост населения за счёт приезжих.
История Адаморобе насчитывает около 200 лет, и в течение всего времени существенную долю населения деревни составляли неслышащие люди. Предполагается, что развитие местного жестого языка началось с основания деревни, поэтому его возраст также оценивается в два столетия. По другим данным, возникновение поселения и зарождение языка произошли раньше, в XVIII веке. Исследователи сходятся в том, что жестовый язык Адаморобе значительно старше, чем произошедший от амслена ганский жестовый язык, который служит общепринятым средством общения людей с нарушениями слуха в Гане. 
Ещё в конце XX века почти все жители деревни, в том числе слышащие, владели жестовым языком Адаморобе, однако в XXI веке число носителей без нарушения слуха стало снижаться. Неслышащие дети Адаморобе посещают специализированную школу в городе Аквапим-Мампонг, где ученики усваивают ганский жестовый язык и начинают использовать его как основное средство коммуникации. Возрастающая роль ганского жестового языка и снижение доли неслышащих людей в посёлке ставит жестовый язык Адаморобе под угрозу исчезновения.
В жестах языка Адаморобе форма ладони может принимать как минимум 29 значимых конфигураций, причём каждая из них реализовывается в том числе на активной руке, а 14 — на пассивной. Среди исследованных жестов не встречаются таких, в которых средний палец, безымянный палец или мизинец отогнуты поодиночке. В 11,5% жестов формы руки изменяется. Местом артикуляции жеста может быть пространство, голова, пассивная рука, тело и нога. Некоторые жесты изображаюся с помощью одной руки, другие — с помощью обеих рук, причём характер их движения может как совпадать, так и различаться. Не менее шести жестов требуют широкого использования рук: не только ладоней, но и плеч. В передачу жестов в языке Адаморобе также могут быть вовлечены голова и ноги. Жесты ртом применяются достаточно активно. В частности, лёгкая трель губами связана с темой механизмов и используется в жестах «мельница», «автомобиль», «самолёт». Для жеста «улитка» необходимо высунуть кончик языка из-за зубов; при этом ручная артикуляция жестов «автомобиль» и «улитка» совпадает, то есть эти два жеста образуют минимальную пару, разичимую только по ротовому компоненту. Как минимум два жеста выражаются исключительно с помощью рта. В 15% жестах используется проговаривание слов, причём источником служат слова из английского языка, а также языков акан и га. Жест «ящерица» включает кивание головой. Нога вовлечена в выражение как минимум девяти жестов, причём значение «футбол» передаётся без сопровождения дополнительной артикуляции.